# Last Man Standing (album de Jerry Lee Lewis)
Pour les articles homonymes, voir Last Man Standing.
Albums de Jerry Lee Lewis
Young Blood
(1995) Mean Old Man
(2010)
Last Man Standing est le 39e album de Jerry Lee Lewis, enregistré sous le label Verve Records et sorti le 26 septembre 2006. L'album se compose de duos entre Jerry Lee Lewis et certains des plus grands noms du rock et de la musique country. Le titre est inspiré de la génération d'artistes de Sun Studio, des années 1950, tels que Johnny Cash, Roy Orbison, Charlie Rich, Carl Perkins et Elvis Presley, tous décédés, laissant Jerry Lee Lewis en tant que dernier homme debout, nom de l'album. Après le succès de l'album, un DVD sort en 2007, Last Man Standing Live (en), avec des duos similaires avec des artistes célèbres.

## Liste des chansons
1. Rock and Roll (John Paul Jones, John Bonham, James Patrick Page, Robert Plant) (2:14) avec Jimmy Page
2. Before the Night Is Over (Benjamin Peters) (3:39) avec B. B. King
3. Pink Cadillac (Bruce Springsteen) (3:55) avec Bruce Springsteen
4. Evening Gown (Mick Jagger) (3:57) avec Mick Jagger et Ron Wood
5. You Don't Have to Go (James Matcher Reed) (4:00) avec Neil Young
6. Twilight (Robbie Robertson et David Campbell) (2:48) avec Robbie Robertson
7. Travelin' Band (John Fogerty) (2:01) avec John Fogerty
8. That Kind of Fool (Mack Vickery (en)) (4:14) avec Keith Richards
9. Sweet Little 16 (Chuck Berry) (3:04) avec Ringo Starr
10. Just a Bummin' Around (Pete Graves) (2:43) avec Merle Haggard
11. Honky Tonk Woman (Mick Jagger, Keith Richards) (2:21) avec Kid Rock
12. What's Made Milwaukee Famous (Has Made a Loser Out of Me) (Glenn Sutton (en)) (2:39) avec Rod Stewart
13. Don't Be Ashamed of Your Age (Cindy Walker, Bob Wills) (1:59) avec George Jones
14. Couple More Years (Dennis Locorriere (en), Shel Silverstein) (5:13) avec Willie Nelson
15. Old Glory (Paul Roberts, Shelby Darnell, Jerry Lee Lewis) (2:05) avec Toby Keith
16. Trouble in Mind (Richard M. Jones (en)) (3:49) avec Eric Clapton
17. I Saw Her Standing There (John Lennon, Paul McCartney) (2:21) avec Little Richard
18. Lost Highway (Leon Payne (en)) (2:59) avec Delaney Bramlett
19. Hadacohl Boogie (Bill Nettles) (3:18) avec Buddy Guy
20. What Makes the Irish Heart Beat (Van Morrison) (4:12) avec Don Henley
21. The Pilgrim Ch. 33 (Kris Kristofferson) (3:00) avec Kris Kristofferson

Titres bonus
L'album est sorti avec plusieurs titres promotionnels en téléchargement uniquement, en fonction du lieu où l'album est acheté :
1. Before the Night Is Over (Rhapsody)
2. Bright Lights, Big City (Walmart)
3. Don't Put No Headstones on My Grave (iTunes)
4. I Don't Want to Be Lonely Tonight (URGE (en))
5. Last Cheaters' Waltz (Target)
6. Mexicali Rose (Country Music Television)
7. Trouble in Mind (Napster)
8. Why You Been Gone So Long? (Best Buy)
9. You Belong to Me (Best Buy)
10. A Couple More Years (Live)

## Autres participants
Outre les guest stars, l'album comprend d'autres participants : Kenny Lovelace et le producteur Jimmy Rip (en) à la guitare, Hutch Hutchinson (en) à la basse et Jim Keltner à la batterie. Les notes d'accompagnement sont écrites par Peter Guralnick. La piste de Kris Kristofferson est produite par J. Carter Tutwiler au NoCanBeat Studios et mixée par Jimmy Rip.

## Chansons inédites
Jerry Lee Lewis a enregistré, pour l'album, plusieurs autres chansons dont :
- Cry (Johnnie Ray)
- Last Night I Heard You Call My Name
- Miss the Mississippi and You (une première version de la chanson figure sur l'album Young Blood (1995))
- Roll Over Beethoven (Chuck Berry)
- You Can't Catch Me (Chuck Berry)

## Classements de l'album
| Chart                               | Classement position |
| ----------------------------------- | ------------------- |
| Classement des albums (Australie)   | 46                  |
| Classement des albums (Autriche)    | 34                  |
| Classement des albums (Danemark)    | 10                  |
| Classement des albums (Hollande)    | 49                  |
| SNEP (France)                       | 67                  |
| Classement des albums (Norvège)     | 26                  |
| Classement des albums (Suède)       | 7                   |
| US Billboard 200                    | 26                  |
| US Bilboard Independent Albums (en) | 1                   |
| Top Country Albums                  | 4                   |
| US Billboard Top Rock Albums        | 8                   |

## Source de la traduction
- (en) Cet article est partiellement ou en totalité issu de l’article de Wikipédia en anglais intitulé « Last Man Standing (Jerry Lee Lewis album) » (voir la liste des auteurs).